# المصرف الزراعي
المصرف الزراعي (Agricultural Bank of Libya) هو أحد المصارف العالمة في ليبيا مختص بمجال التطوير و الإنماء الزراعي تأسس المصرف سنة 1957 المصرف حاليا يتبع لوزارة الزراعة و الثروة الحيوانية و البحرية و مقره الرئيسي يقع في ميدان السويحلي بالعاصمة طرابلس يمتلك المصرف ما يزيد عن 27 فرعا في طرابلس و مدن ليبية عدة المصرف عضو في جمعية الشرق الأدنى و شمال أفريقيا الإقليمي للإتمان الزراعي (NENARACA) والتي مقرها في مدينة عمان - الأردن

## خدمات المصرف
يقدم المصرف خدماته للمزارعين على المدى القصير و المتوسط و يقدم خدمات الائتمان الزراعي كما يقدم خدمات الدعم العيني و النقدي للمزارعين الأفراد و الجمعيات الزراعية و كذلك للشركات الزراعية كما يوفر ضمانات للمودعين أو المقترضين كما يقوم بصرف الصكوك للعملاء كما يقوم المصرف بدعم المزارعين بشراء المحصول بأسعار تزيد عن أسعار السوق و من ثم إعادة بيعها للعملاء بأسعار مخفضة و كما يتم تخصيص 100% من محفظة قروض البنك للقطاع الزراعي.